# 尼爾伊扎克
尼爾伊扎克（直译：「伊扎克草地」）是以色列南部區內蓋夫沙漠西北部的一座基布茲。位於沙洛姆地區和艾希科爾地區之間，其屬於艾希科爾地區議會管轄。2021年，人口為649人。

## 歷史
尼爾伊扎克成立於1949年12月8日，跟馬沙貝薩德基布茲一樣，是為紀念帕拉瑪赫指揮官和以色列國防軍的創始人伊扎克·薩德而建立的。該基布茲是勞工錫安主義青年運動青年衛士的一員，舉辦「加林·察巴爾計畫」，讓非以色列猶太人可以加入以色列國防軍
2023年10月7日，尼爾伊扎克遭到哈馬斯武裝分子襲擊，屠殺並綁架多名基布茲居民。

## 經濟
「沙亨農業公司」是一家農作物生產公司，由尼爾伊扎克基布茲和凱里姆沙洛姆基布茲共同擁有。

## 外部鏈結
- Official website （页面存档备份，存于）